# كارين ستيفنز
كارين ستيفنز (بالهولندية: Karin Stevens)‏ (11 يونيو 1989 بماستريخت في هولندا - ) هي لاعبة كرة قدم هولندية في مركز الوسط. شاركت مع منتخب هولندا لكرة القدم للسيدات. أما مع النوادي، فقد لعبت مع فيلم تو تيلبورغ وWillem II (women) ‏ وLierse SK (women) ‏.

## وصلات خارجية
- كارين ستيفنز على موقع الاتحاد الأوربي (الإنجليزية)
- كارين ستيفنز على موقع قاعدة بيانات كرة القدم.إي يو (الإنجليزية)